# 李慧娟 (法官)
李慧娟（1973年—），女，刑法学硕士，河南省洛阳市中级人民法院法官。2003年因在一个案件中宣布河南省一项地方性法规无效而引起轩然大波。

## 簡歷
李慧娟2001年毕业于中国政法大学，获刑法学硕士学位，毕业后到河南省洛阳市中级人民法院工作，后任助理审判员。
2003年5月27日，李慧娟在一起民事案件河南种子案中判决：“《河南省农作物种子管理条例》作为法律阶位较低的地方性法规，其与《种子法》相冲突的条款自然无效……”2003年10月28日，洛阳市中级人民法院在洛中法（2003）147号通报中称：“案件承办人在判决书中认定省人大常委会通过的地方性法规的有关条款无效，超越了人民法院的审判职权，违背了我国的人民代表大会制度，损害了国家权力机关的权威，构成了严重的违法行为，造成了严重的不良影响。中院党组正以高度负责的态度深刻总结教训，严肃认真地处理有关责任人员。”2003年11月7日，根据河南省、市人大常委提出的处理要求，洛阳中院党组拟出一份书面决定，准备撤销赵广云的副庭长职务和李慧娟的审判长职务，取消李慧娟的助理审判员资格。2003年11月初，李慧娟将一份“情况反映”通过中国女法官协会送至最高人民法院。事件引发了学术界及法律界对司法实践和改革问题的讨论，并在当年被称为“2003年末最热点法治事件”。
2004年，李慧娟回到河南省洛阳市中级人民法院工作。
河南种子条例一案引起了关于人民法院是否有权审查地方性法规合法性的广泛讨论。此外，还有律师上书全国人大常委会，要求审查《河南省农作物种子管理条例》的法律效力。
2019年任河南省高级人民法院民事审判第四庭副庭长。